# Lukáš Graca
Lukáš Graca (* 11. ledna 1986 Opava) je český divadelní herec, politik, moderátor a pedagog.

## Život
V letech 2002–2006 vystudoval ostravskou Janáčkovu konzervatoř pod vedením Alexandry Gasnárkové a Bedřicha Jansy. Následně pokračoval na Divadelní fakultě Janáčkovy akademie múzických umění v Brně (2006–2011), kde se specializoval na muzikálové herectví. V rámci programu Erasmus absolvoval studijní stáž na univerzitě ve španělské Murcii.
V letech 2013–2018 studoval na Cyrilometodějské teologické fakultě Univerzity Palackého v Olomouci obor Katolická teologie. V roce 2022 zahájil dálkové studium polonistiky na Ostravské univerzitě. Od roku 2024 vyučuje na Církevní konzervatoři Německého řádu v Opavě.
Objevil se v menších rolích ve filmu Zátopek a seriálu Marie Terezie.
V roce 2022 se zapojil do pomoci uprchlíkům během války na Ukrajině. Několik týdnů strávil v pohraničním městě Przemyśl, kde se podílel na koordinaci dobrovolníků a tlumočení.
Mezi jeho zájmy patří divadlo, hudba, četba, sport, skauting a cestování. Ve skautském oddíle získal přezdívku "Koňas".

## Divadelní činnost
Lukáš Graca ztvárnil řadu divadelních rolí na scénách ostravských a brněnských divadel. Z jeho rolí lze zmínit účinkování v inscenacích Oliver! v Národním divadle moravskoslezském, Šumař na střeše a Země úsměvů ve Slezském divadle Opava.

### Divadelní role, výběr
- Edmond Rostand: Cyrano z Bergeracu, Bellerose [15]
- Alexis Michalik: Edmond, Courteline [16]
- Jeffrey Lane: Ženy na pokraji nervového zhroucení [17]

## Mediální činnost
Působil jako moderátor rádia Proglas v Brně a také jako moderátor a redaktor televize Noe v Ostravě. V roce 2012 moderoval Celostátní setkání mládeže 2012. Namlouvá podcasty pro křesťanský magazín Immaculata.
Stal se vítězem 14. ročníku soutěže Miss a Mistr Charme.
Je iniciátorem projektu Čtení Bible24, který se od roku 2022 koná v Opavě. 

## Politické působení
Od roku 2024 je předsedou KDU-ČSL v Opavě, a místopředsedou okresu Opava. Jeden rok zastával funkci okresního tajemníka. Je také členem Krajského výboru Moravskoslezského kraje a členem komise pro občany se zdravotním postižením a v nouzi.